# Jérôme Efong Nzolo
Jérôme Efong Nzolo (Bitam, Gabon, 21 september 1974) is een Belgische oud-scheidsrechter. Hij was de eerste gekleurde scheidsrechter die in de Jupiler Pro League floot. Sinds 2015 woont en werkt hij terug in zijn geboorteland Gabon.

## Biografie
Nzolo is afkomstig uit Gabon en kwam in 1995 naar België om ingenieur in de elektromechanica te studeren in Charleroi. Hij werkte eerst in een auto-fabriek. Nadien volgde hij een bachelorsopleiding voor leerkrachten. Dat werk benadert volgens hem het werk als scheidsrechter: "Het werk als leerkracht heeft me enorm veel bijgebracht op persoonlijk vlak, net zoals het werk als scheidsrechter: menselijke contacten, een ploeg leiden, waardering geven, respect laten overheersen op een plein, zoals bij jongeren, dat doet me plezier." Hij was reeds scheidsrechter in zijn geboorteland.

### Scheidsrechterscarrière
Jérôme Nzolo is begonnen als scheidsrechter op 14-jarige leeftijd, als gevolg van een blessure, die er hem van weerhield om als speler verder te gaan. Hij leidde wedstrijden in Gabon in eerste klasse. Daar leidde hij onder andere de finale van de Gabonese voetbalbeker in 1994 in aanwezigheid van 40.000 toeschouwers. In België begon hij in 1996 als scheidsrechter en floot zijn eerste wedstrijden in de nationale reeksen in 2000. Tijdens de volgende jaren heeft hij twee jaar in de Tweede klasse afgewerkt, anderhalf jaar in Derde klasse en nog anderhalf jaar in de Tweede Klasse. Zijn eerste wedstrijd in België was FC Brussels - Sporting Lokeren op 28 januari 2006. Hij floot zijn eerste internationale wedstrijd op 26 mei 2008. Dit was Frankrijk-Zwitserland tijdens het Europees Kampioenschap 2008 voor -19-jarigen.
Op 2 april 2015 liet scheidsrechtersbaas Frank De Bleeckere weten dat Nzolo afzag van een vierde (en laatste) kans door de fysieke proeven te komen en bijgevolg zijn scheidsrechterscarrière beëindigde. Hij begon te werken bij Adeps.

### Politiek
Bij de Kamerverkiezingen in 2014 stond Nzolo op de derde plaats op de cdH-lijst in Henegouwen. Hij was eerst kandidaat om voor de Europese verkiezingen op de lijst van PS - waarvan hij circa twee jaar lid was - te staan, maar dat werd hem geweigerd.

## Onderscheidingen
Belgisch scheidsrechter van het jaar: 2007, 2008, 2009, 2013